# Jan Světlík
Jan Světlík (* 17. srpna 1958, Jistebník) je český podnikatel a mecenáš, působící na Ostravsku; vlastník podniku Vítkovice Holding.
Časopis Forbes zařadil k roku 2023 Jana Světlíka na 98. místo v žebříčku nejbohatších Čechů s majetkem přibližně 4 mld. Kč.

## Biografie
Působí jako podnikatel a mecenáš moderního umění. Je vlastníkem velkého strojírenského podniku Vítkovice Holding, který v roce 2013 zaměstnával více než 8000 lidí a měl obrat 20 mld. Kč. Inicioval a financoval celkovou proměnu tzv. Dolní oblasti Vítkovice z dožívajícího průmyslového areálu na multifunkční městskou oblast s turistickými a kulturními funkcemi, podle konceptu Josefa Pleskota. List Forbes ho roku 2013 zařadil na 14. pozici v seznamu nejbohatších lidí v Česku, s majetkem odhadnutým na 8,2 mld. Kč. Podle aktualizovaného žebříčku k roku 2015 je ovšem Světlík řazen až na 43. místo s majetkem 3,6 mld. Kč.
Roku 1982 absolvoval Vysokou školu báňskou v Ostravě. Do podniku Vítkovice nastoupil už po vysoké škole. Nejprve zde pracoval jako kovář-lisař, později na pozici technologa a roku 1993 se stal vedoucím nákladového střediska Lahvárna. Roku 1999 získal za půl miliardy Kč firmu Vítkovice Lahvárna, která produkovala tlakové lahve. Od roku 2003 byl generálním ředitelem a předsedou představenstva Vítkovice Holding. Díky globální konjunktuře se převzetí Vítkovic stalo úspěšným. V roce 2003 podnik vykázal ztrátu tři čtvrtě mld. Kč, v roce 2004 už zaznamenal zisk více než 400 mil. Kč.
Od roku 2005 je jeho obchodním rivalem Karel Komárek, majitel skupiny KKCG. Utkali se o podíl ve Vítkovicích. V roce 2012 pak Komárek zažaloval Světlíka v kauze podílu ve firmě Spojené slévárny, který roku 2008 koupila společnost Vítkovice od firmy Regent Finance. V dubnu 2016 byly na skupinu Vítkovice podány brněnskou firmou Wetag Invest dva návrhy na insolvenci. Vedení Vítkovic věc označilo za mediální akci bez vážnějšího významu. Hospodářské noviny uvedly, že může jít o snahu některých rivalů a zmínily dlouhodobé spory mezi Světlíkem a Komárkem. Rozhodčí soud při Hospodářské a agrární komoře ČR rozhodl, že Světlík musí svému někdejšímu obchodnímu partnerovi Davidu Beranovi zaplatit více než 1,85 mld. Kč za část akcií Vítkovic, okolo které se vedly spory. Světlík verdikt označil za protizákonný a podal trestní oznámení. V listopadu 2015 pak obvodní soud pro Prahu 1 vyhověl Světlíkovi a odložit nutnost úhrady této finanční sumy do provedení přezkumu. Na jaře 2016 rozhodl soud ve prospěch Světlíka ve sporu s firmou King Daw, která se od roku 2013 soudila o přiznání polovičního podílu v holdingu Vítkovice. Tisk uvedl, že majitelem King Dawn je firma Zervania Limited, kterou zastupuje advokát Martin Doleček, který pracuje i skupinu KKCG.
Jako majitel Vítkovic podporoval Světlík projekt rozšíření Jaderné elektrárny Temelín a odmítal obavy z politického vlivu v případě, že by zakázku (později zrušenou) získal ruský kapitál. V prezidentských volbách roku 2013 veřejně podpořil Miloše Zemana. Prezident mu v říjnu 2013 udělil Medaili za zásluhy o stát v oblasti hospodářství. V dubnu 2013 získal ocenění Manažer roku 2012.
Má rozsáhlou sbírku umění, kterou sám odhaduje na 250-300 milionů korun. Je ženatý, má dvě děti. Od roku 2015 zahájil Světlík postupné stahování z aktivního managementu. Koncem roku 2015 opustil funkci předsedy představenstva Vítkovice Holdingu (nastoupil do ní jeho syn Jan Světlík mladší) a přesunul se na pozici předsedy dozorčí rady. V březnu 2016 oznámil, že od června odejde z postu generálního ředitele dceřiné firmy Vítkovice a. s. Funkci předsedy představenstva ve Vítkovice a. s. si měl ponechat.

## Obvinění z krácení daní
V dubnu 2024 zjistil pořad Reportéři ČT, že Národní centrála proti organizovanému zločinu obvinila Jana Světlíka z trestného činu zkrácení daně, poplatku a podobné povinné platby. Reportér Dalibor Bártek uvedl, že ke krácení daně mělo docházet v letech 2008 až 2013, když Světlík z pozice předsedy představenstva Vítkovice Heavy Machinery umožnil vyvést téměř 200 milionů korun na účet švýcarské společnosti a tím zkrátit daň o téměř padesát milionů korun. Světlík ve vyjádření pro Českou televizi označil obvinění za absurdní.